# Yuri Maksimov
Yuri Vladímirovich Maksimov (en ruso: Юрий Владимирович Максимов; nacido el 11 de abril de 1978 en Fryazino, Óblast de Moscú, URSS) es un hacker ruso, ciberempresario, programador y uno de los tres únicos multimillonarios rusos de alta tecnología que han hecho fortuna con el software.
Es cofundador de Cyberus, fundación para el desarrollo de la ciberseguridad orientada a resultados, y de Positive Technologies, líder mundial en ciberseguridad, donde ocupó el cargo de consejero delegado de 2007 a 2021.
En 2021, fue nombrado asesor del Ministro de Desarrollo Digital, Comunicaciones y Medios de Comunicación de la Federación de Rusia.
En julio de 2024, Maksimov entró a formar parte de la lista Forbes World's Billionaires con un patrimonio neto total de 1.200 millones de dólares.
En julio de 2024, Maksimov se unió a la lista global de multimillonarios de Forbes con una fortuna neta de 1.200 millones de dólares.

## Biografía

### Primeros años
Yuri Maksimov nació el 11 de abril de 1978, en la ciudad científica de Fryazino (Óblast de Moscú) en una familia de ingenieros. Fue el segundo hijo de la familia (su hermano mayor, Dmitry Maksimov, también es cofundador de Positive Technologies).
En 1995, Maksimov terminó la escuela e ingresó al departamento de física de la Universidad Estatal de Moscú. Allí desarrolló software para modelar y analizar problemas de transmisión de información en redes heterogéneas. Se graduó como especialista en este campo en 2001.
En 2004, Maksimov completó sus estudios en la Universidad Estatal de Moscú con un posgrado.

### Inicio de carrera
Desde su primer año, Maksimov combinó sus estudios con un trabajo de programación en Oktava+, un fabricante de instrumentos de precisión. En esa empresa, desarrolló su propio software tipo ERP para los sistemas de medición y operaciones internas, y gestionó proyectos internacionales para la implementación de soluciones extranjeras en empresas locales, así como la exportación de soluciones rusas.

## Positive Technologies
En 2002, Maksimov cofundó Positive Technologies con su hermano Dmitry y su amigo Evgeny Kireev. El primer producto de Positive Technologies fue el escáner de vulnerabilidades XSpider.
La primera oficina de la empresa, situada en Altufyevo, al norte de Moscú, tenía al inicio un equipo de seis personas: los tres fundadores, un gerente de ventas, un administrador de oficina y un programador.

### CEO (2007-2021)
De 2004 a 2007, Yuri Maksimov fue director técnico de Positive Technologies.
En 2007, asumió el cargo de CEO de Positive Technologies. Con la transformación de la estructura accionarial Maksimov adquiriera más del 50% de la empresa.

### Expansión internacional
Tras abrir su primera oficina internacional en el Reino Unido en 2011, Positive Technologies expandió su presencia abriendo oficinas en Italia y Corea del Sur en 2012, y luego en India, Emiratos Árabes Unidos, Túnez y Estados Unidos en 2013.
En 2014, Maksimov optó por dividir Positive Technologies en dos entidades: una empresa en Rusia y otra en Suiza, con una filial de desarrollo independiente en la República Checa y oficinas de ventas a nivel mundial. En 2021, se dio a conocer que Yuri Maksimov había vendido su participación en las entidades internacionales a la alta dirección de la compañía suiza.
En noviembre de 2023, la empresa comenzó a atender a clientes en América Latina, Asia y Oriente Medio.

### Cambio de CEO
En 2020, Maksimov anunció su intención de dejar el cargo de CEO y confió a la alta dirección de Positive Technologies la tarea de nombrar a su sucesor. En 2021, tras una discusión abierta, el puesto fue asignado a Denis Baranov.

### Positive Technologies opta por una cotización directa
En 2020, Maksimov dijo que la empresa se cotizaría en la bolsa de valores.
En diciembre de 2021, la empresa realizó una cotización directa en la Bolsa de Moscú. Así fue la primera empresa rusa de ciberseguridad en la bolsa.
Con la mayoría de las acciones, Yuri Maksimov asumió el cargo de presidente del Consejo de Administración de Positive Group.

## Cyberus
En 2022, Yuri Maksimov cofundó Cyberus, una fundación para el desarrollo de la ciberseguridad orientada a resultados. La fundación une a la industria de TI, otros sectores y gobiernos para impulsar la ciberseguridad, trabajar en una nueva arquitectura de ciberseguridad, así como en la creación de productos y ecosistemas de TI soberanos.
La fundación promueve ejercicios cibernéticos exhaustivos, en los que se contrata a hackers de sombrero blanco para poner a prueba la resistencia de empresas y gobiernos frente a ciberataques, intentando vulnerar sus sistemas críticos y evaluando los costes reales de causar daños no tolerables. Los resultados de las pruebas se utilizan para mejorar la protección, haciendo que los ciberataques sean extremadamente difíciles y económicamente injustificables.

## Filantropía
Maksimov está trabajando en proyectos que buscan transformar el mundo, haciéndolo más seguro y mejor para todos. Sus actividades incluyen colaborar con destacados actores de TI en proyectos benéficos internacionales y construir escuelas en diversos países para promover la ciberseguridad y la educación tecnológica entre los jóvenes.

## Vida personal
Maksimov está casado y tiene una hija.
En 2017, Yuri Maksimov participó en una carrera Ironman en España y logró terminar entre los 100 primeros.